# Sauerkäse

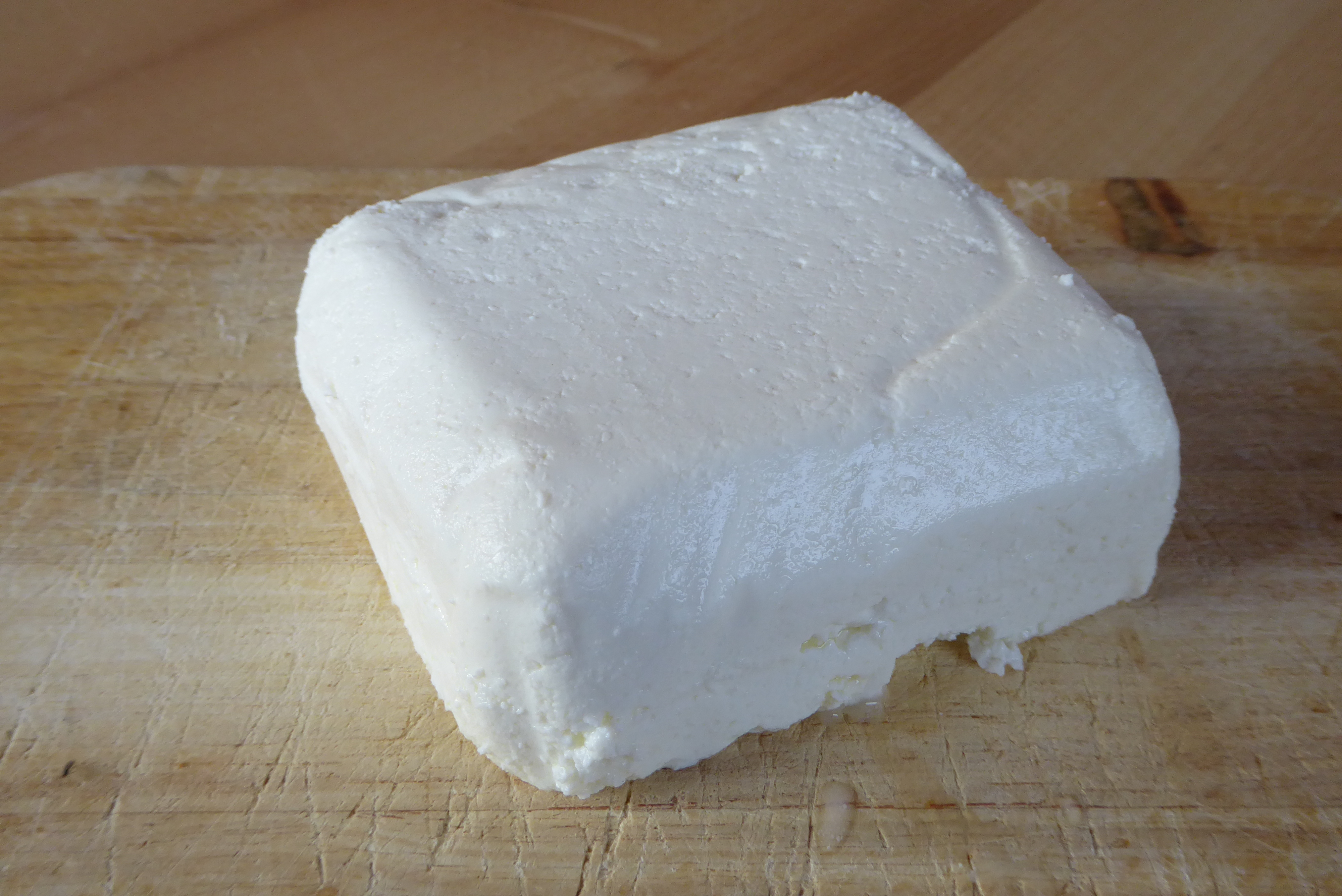
Bloderkäse, hergestellt von einer Toggenburger Käserei. Der Käse hat eine Größe von ca. 11 × 10 × 4,5 cm und ein Gewicht von 544 g.

Der Sauerkäse oder Bloderkäse ist ein Sauermilchkäse aus der St. Galler Region Werdenberg und dem Obertoggenburg, dem Fürstentum Liechtenstein und dem Vorarlberger Montafon. Er hat einen Fettgehalt von lediglich 4 bis 15 Prozent und ist in drei verschiedenen Reifegraden erhältlich. Der frische Käse ist sehr mild und körnig. Nach 60-tägiger Lagerung ist ein sehr rezenter Halbhartkäse mit einer gelben Rinde entstanden, die auch „Speckschicht“ genannt wird.

## Bezeichnung
Die Namen Werdenberger Sauerkäse, Liechtensteiner Sauerkäse und Bloderkäse sind seit 2010 geschützte Ursprungsbezeichnungen. Das Produktionsgebiet umfasst den Wahlkreis Werdenberg, die Obertoggenburger Gemeinden Ebnat-Kappel, Wildhaus-Alt St. Johann und Nesslau, die angrenzende Gemeinde Amden sowie alle Gemeinden des Fürstentums Liechtenstein.

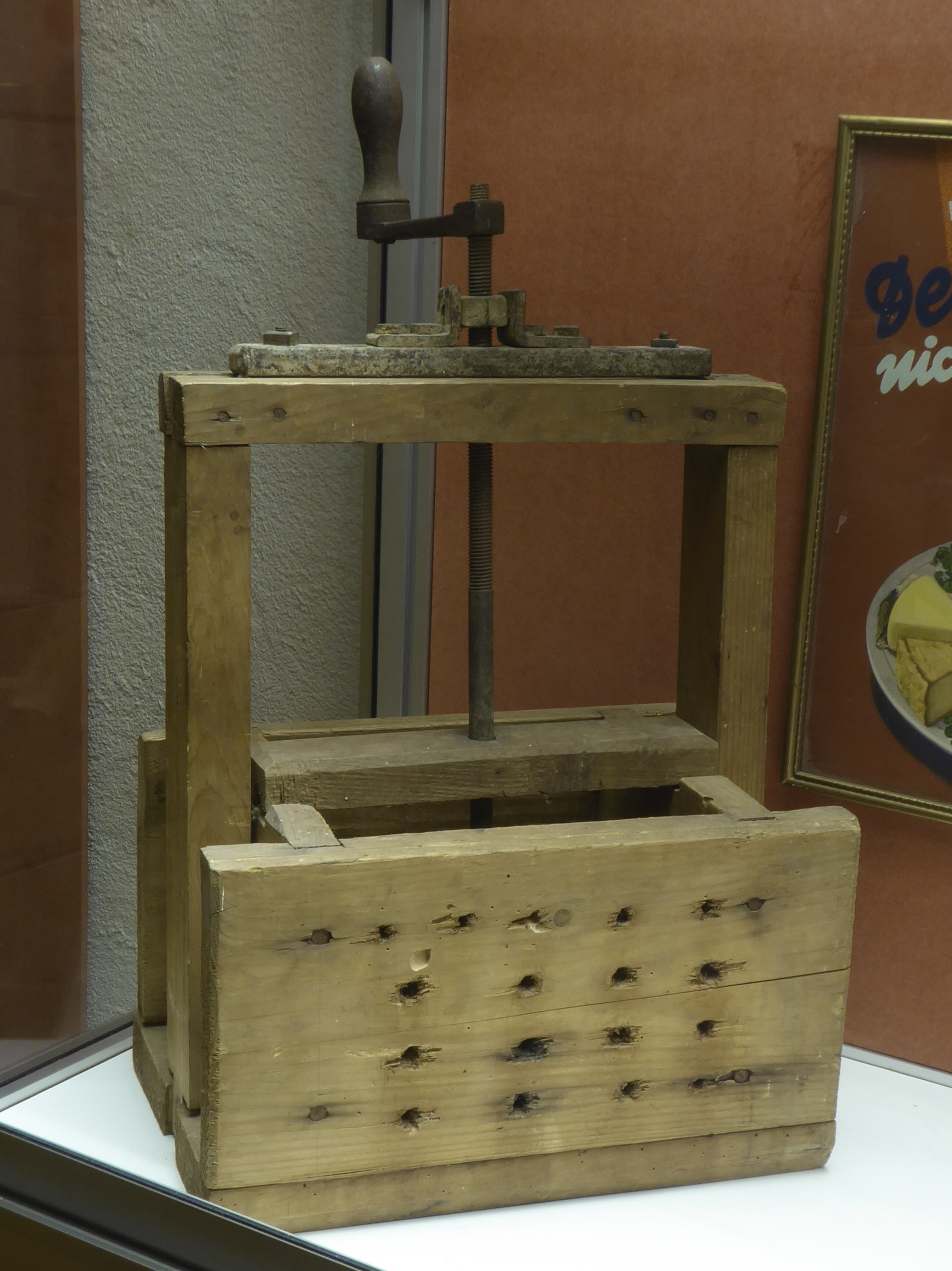
Presse für Bloderkäse aus der Zeit um 1900. Toggenburger Museum Lichtensteig

Traditionell werden die verschiedenen Namen je nach Herstellungsgebiet gebraucht. Im Toggenburg ist der Begriff Bloderkäse oder Ploderkäse üblich, östlich davon heißt das Produkt Sauerkäse. Der Begriff Bloderkäse kommt von „Bloder“, womit im Toggenburger Dialekt die von selbst geronnene Milch bezeichnet wird. Alemannisch wird der Käse im Toggenburg als Bloderchäs, im Werdenberg als Surchäs, in Liechtenstein als Sura Käs und im Montafon als Sura Kees bezeichnet.
2005 bildete sich der Verein «Bloderchäs-Suurchäs», um der regionalen Spezialität einerseits zu mehr Bekanntheit zu verhelfen und andererseits den Namen schützen zu lassen. Seit der AOP-Zertifizierung dürfen kleinere Sennereien aus dem Toggenburg, welche an einer Zertifizierung nicht interessiert waren, den Namen Bloderchäs nicht mehr verwenden.
Seit einiger Zeit werden die verschiedenen Namen den Reifegraden zugeordnet. Der ungereifte Frischkäse wird von den Herstellern als Bloderkäse bezeichnet. Gereifter Weichkäse mit einer Speckschicht, die ebenfalls zum Verzehr bestimmt ist, heißt Sauerkäse.
Der Montafoner Sauerkäse ist im Gegensatz zum Sauerkäse aus den anderen Produktionsgebieten nicht block-, sondern zylinderförmig.

## Herstellung

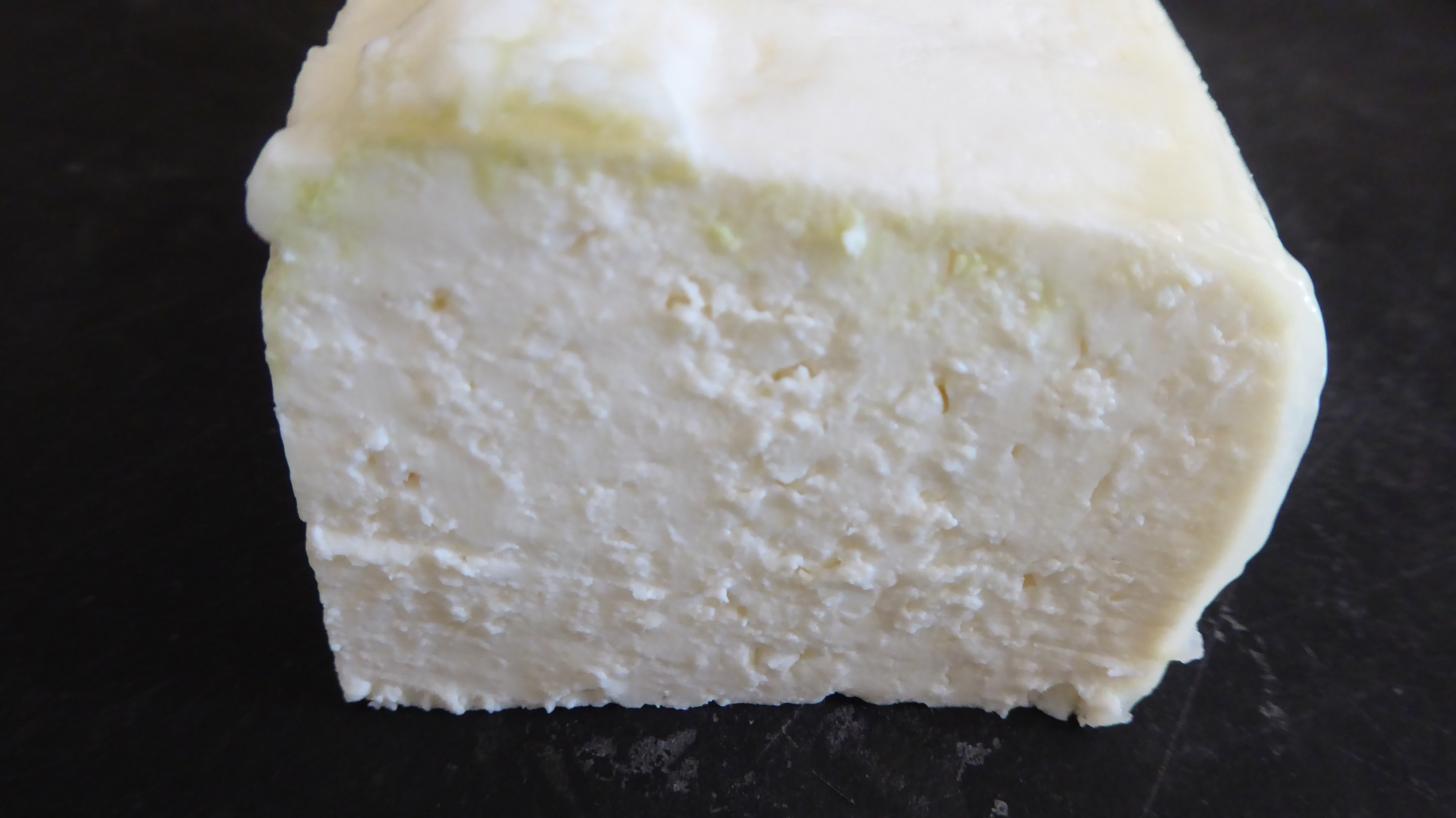
Sauerkäse mit einer Speckschicht

Geschichtlich handelt es sich um eine Form der Käseherstellung, welche in gewissen Alpenregionen älter ist als die Herstellung von Hartkäse unter Zuhilfenahme von Lab. Das Haltbar machen von Käse auf Hochalpen ohne Lab ist durch Funde für 2000 Jahre belegt.
Das traditionelle Herstellungsverfahren ist kaum geändert worden. Die Milch wird entrahmt, in ein Käsekessel gegeben, auf 25 °C erwärmt und bis zur Gerinnung stehen gelassen. Statt der ursprünglichen spontanen Milchsäuregärung wird zunehmend eine mesophile Milchsäurebakterienkultur verwendet, die bereits bei einer Temperatur von 25 Grad aktiv ist. Lab wird dem Sauerkäse nicht beigegeben, weil dann die geronnene Milch nicht sauer werden würde. Die erwärmte Milch gerinnt ausschließlich durch die Milchsäure, das Erwärmen und das Stehenlassen.
In einem nächsten Schritt wird die geronnene Magermilch unter ständigem Rühren während einer Viertelstunde auf 35 bis 38 Grad erwärmt. Dabei kann eine kleine Menge Vollmilch zugegeben werden, damit sich das Ausscheiden der Bruchmasse erleichtert. Die geronnene Milch wird von Hand oder mechanisch geschnitten. Die so entstandenen Käsekörner, die sich von der Molke getrennt haben, werden in Behältern aus Kunststoff, Metall oder Holz – im Toggenburg Bloderkiste genannt – abgefüllt. Die beim Abschöpfen mitgekommenen Molke fließt durch die Löcher in den Behältern ab. Nach einem Tag werden die 100 Gramm bis 8 Kilogramm wiegenden Käseblöcke aus der Form gehoben und während weiteren zwei bis drei Tagen trocken oder im Salzbad gesalzen. Während der Montafoner Sauerkäse eine zylindrische Form hat, sind im Kanton St. Gallen und in Liechtenstein quaderförmige Blöcke üblich.
Im Keller wird der Sauerkäse regelmäßig mit Wasser, früher auch mit Most oder Kaffee, abgewaschen. Die Lagerung dauert mehrere Wochen bis einige Monate, je nachdem welche Speckschicht bevorzugt wird.